# チャールズ・ランドルフ・グリーン
チャールズ・ランドルフ・グリーン（Charles Randolph Grean、1913年10月1日 - 2003年12月20日）は、アメリカ合衆国の音楽プロデューサー、作曲家。

## 経歴
グリーンが最初に就いた仕事は、楽譜の写譜を行なうコピイストであり、グレン・ミラー、アーティ・ショウ、チャーリー・スピヴァク (Charlie Spivak) など、いくつものビッグバンドのために働いた。RCAビクター・レコードではスティーヴ・ショールズの下で、カントリー＆ウエスタンのエディ・アーノルド (Eddy Arnold)、ピー・ウィー・キング (Pee Wee King)、ザ・サンズ・オブ・ザ・パイオニアーズ (the Sons of the Pioneers)、テキサス・ジム・ロバートソン (Texas Jim Robertson)、エリオット・ブリット (Elton Britt) といったアーティストたちの録音にたずさわった。
グリーンは、ナット・キング・コールの「ザ・クリスマス・ソング」（1946年）の編曲者であった。1950年に作曲したポピュラー楽曲「The Thing」は、フィル・ハリス (Phil Harris) が歌ったバージョンがチャートの首位に立つヒットなった。その年、グリーンは、かつての上司であったショールズの後を受けて、RCAビクター・レコードのA&R（アーティスト・アンド・レパートリー）部門の責任者となった。
1950年代はじめ、グリーンはジョセフ・シーダ (Joseph Csida) とともに、シーダ＝グリーン (Csida-Grean) と名付けた制作会社を立ち上げ、この会社はエディ・アーノルドを売り込み、彼の広くネットワークで放送された番組『Eddy Arnold Time』を制作した。
グリーンは、ベティ・ジョンソン (Betty Johnson) のヒット曲「I Dreamed」（1956年）や「The Little Blue Man」（1958年）をプロデュースした。このうち「I Dreamed」は、1958年の「ドーチェスター・ミュージック対ナショナル・ブロードキャスティング・カンパニー」事件（171 F. Supp. 580 (S.D. Cal. 1959)）で裁判の焦点となった。1953年に「Rendezvous」という曲を作曲したフレッド・スピルマン (Fred Spielman) は、RCAでの録音のためにこの曲の手稿譜が同社に提供されていた間に、A&Rディレクターであったグリーンがこの曲を見て、自作曲「I Dreamed」に盗用した、と訴えたのである（歌詞については何の訴えも起こされなかった）。この裁判は、1958年11月18日に原告の勝訴となった。
1960年代後半、グリーンは、レナード・ニモイとの仕事でプロデュースとともにニモイが吹き込んだ音楽作品の大部分を作曲し、大きな成功を収めた。グリーンは、ミルズ・ブラザース (Mills Brothers) の1968年のアルバム『Fortuosity』もプロデュースし、そこから「Cab Driver」がヒットした。1969年には、自身のグループであるザ・チャールズ・ランドルフ・グリーン・サウンド (the Charles Randolph Grean Sounde) を率いて、テレビ番組『Dark Shadows』で取り上げられていたロバート・コバーツ (Robert Cobert) の楽曲「Quentin's Theme」を取り上げて録音したバージョンがヒットし、ビルボード誌のポップ・チャートで13位、イージーリスニング・チャートで3位まで上昇し、自らもチャートにその名を刻んだ。
グリーンは、2003年12月20日に90歳で自然死した。

### 私生活
グリーンは4度結婚した。妻のひとりはベティ・ジョンソンであった。ジョンソンとの結婚は短期間で終わりを告げたが、仕事上の関係は永く続き、グリーンはジョンソンの数多くのレコーディングをプロデュースした。